# Isabel de Coucy
Isabel de Inglaterra, também conhecida como Dama Isabel de Coucy (16 de junho de 1332 – abril de 1379 ou 17 de junho/5 de outubro de 1382), foi a filha mais velha do Rei Eduardo III de Inglaterra e Filipa de Hainault e a esposa de Enguerrando VII de Coucy, com quem teve duas filhas: Maria I, condessa de Soissons e Filipa, Duquesa da Irlanda. Ela foi feita Dama da Jarreteira em 1376.

## Primeiros anos
Isabel era a filha mais velha e segundo filho de Filipa de Hainault e do rei inglês Eduardo III. Filipa e Eduardo tiveram pelo menos doze ou treze filhos ao todo, mais do que qualquer rainha inglesa, exceto Leonor de Castela, que teve dezesseis. Várias dessas crianças morreram muito jovens, com apenas oito sobrevivendo tempo suficiente para se tornarem noivos ou casados. Quatro delas eram filhas, Isabel Joana, Maria e Margarida.

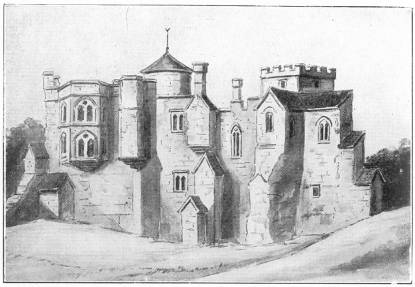
Palácio de Woodstock, o local de nascimento da princesa, sobre o qual foi construído o Palácio de Blenheim.

Isabel, foi a mais longeva e a única filha a ter filhos. Isabel foi o segundo filho de Eduardo e Filipa depois de seu filho mais velho, Eduardo, o príncipe de Gales, que morreu antes de seu pai e, portanto, nunca se tornou rei. Isabel provavelmente recebeu o nome de sua avó paterna, Isabel da França, que, como esposa e associada no depoimento de Eduardo II, tinha uma reputação bastante lasciva e um relacionamento incerto com seu próprio filho, Eduardo III. Isso segue uma espécie de tradição de nomenclatura dentro da família real, já que as filhas primogênitas de vários reis receberam o nome da rainha anterior: a filha de Eduardo I, Leonor, adotou o nome de sua mãe, Leonor de Provença, assim como o de Eduardo II, em homenagem a sua própria mãe.
Em 1340, Isabel e Joana juntaram-se à mãe para seguirem Eduardo aos Países Baixos para a guerra que ele travava. Quando eles foram enviados de volta para a Inglaterra para sua segurança, uma casa foi montada para Isabel, Joana, Leonel e João, com duração de cerca de dois anos, um arranjo incomum, já que geralmente os filhos reais depois que o filho mais velho compartilhavam a casa de sua mãe. Os registros dessa casa indicam que Isabel tinha três donzelas para atendê-la, além de compartilhar duas donzelas da câmara com sua irmã Joana, além de um escudeiro compartilhado e um próprio, e a rainha designou outro para ela, chamado Esmon de Ekeney. Todos os príncipes e princesas também tinham páginas. Isabel também tinha três alfaiates.
A solteira Isabel mais tarde recebeu uma casa e terras independentes na década de 1350.

## Negociações de casamento
Acredita-se que Isabel tenha sido a filha favorita de seu pai, o que pode ter sido em parte por que ele permitiu que Isabel fosse exigente quanto à escolha de seu futuro marido. Nascida em 1332, as primeiras perspectivas conjugais de Isabel surgiram aos três anos de idade com Pedro, o herdeiro do trono de Castela, mas a irmã mais nova de Isabel, Joana, tomou seu lugar. 
Cinco anos depois, a próxima partida proposta foi com Luís, filho do conde de Flandres, mas as negociações fracassaram quando os ingleses apoiaram uma rebelião contra o conde. Essa aliança foi revisitada, durante o pedido de dispensa papal para Isabel se casar com o duque de Brabante, mas Luís, que agora herdara o título, casou-se com Margarida de Brabante apesar de sua promessa a Isabel, após nove anos de prevaricação. Carlos IV da Boêmia também foi sugerido. Ricardo II, sucessor e neto de Eduardo III através de Eduardo, Príncipe de Gales, mais tarde se casaria com Ana da Boêmia, filha de Carlos IV.
Com o passar do tempo, os pretendentes de Isabel tornaram-se menos ilustres. Em 1359, com Isabel agora na idade madura de dezenove anos, Eduardo III arranjou seu casamento com Bernardo, filho de um de seus partidários da Gasconha chamado Bernard Ezi, o sieur d'Albret. No entanto, Isabel recusou no último momento antes de embarcar no navio que a levaria para seu novo marido. Seu pai não mostrou nenhum sinal de aborrecimento, talvez porque o casamento não trouxesse benefícios particulares, especialmente depois das possibilidades do trono de Castela e das possibilidades de comércio com Flandres. Em vez disso, Isabel recebeu as £ 1.000 prometidas se o casamento não prosseguisse e, com o tempo, adquiriu terras significativas na Inglaterra.
Múltiplos noivados fracassados eram típicos de filhas de alto status no período medieval e nenhuma reflexão sobre a atratividade de Isabel ou seus próprios desejos. Os casamentos medievais, particularmente os de alto status, eram arranjados principalmente para benefício político. Nesse caso, Eduardo III também teve vários filhos para usar como peões políticos. Embora todas as possibilidades tivessem sido levadas em consideração à Guerra dos Cem Anos entre a Inglaterra e a França, seu fracasso acabou tendo pouco efeito.

## Casamento
Isabel acabou se casando aos trinta e três anos, incomumente tarde para uma mulher medieval de alto status. O homem escolhido foi Enguerrando de Coucy, cerca de oito anos mais novo que ela, um refém francês que conquistou o favor de Eduardo III na medida em que o rei concedeu a Enguerrando tanto as terras inglesas quanto o condado de Bedford. Enguerrando também tinha objetivos mais elevados, perseguindo sua reivindicação às terras de seu avô no continente.
Acredita-se que o casamento tenha sido, pelo menos em parte, um casamento de amor. No entanto, longe de se decepcionar com o status mais baixo de Coucy, Eduardo III pode ter encorajado, se não sugerido, a partida, já que trazer um torcedor do inimigo para seu próprio rebanho foi um grande golpe. Isabel desfrutou de um casamento luxuoso, como era típico da filha mais velha do rei, incluindo presentes de coroas de ouro para o casal.
A relutância de Isabel em se casar pode ter se originado de sua infância mimada ou de seu relacionamento incomumente próximo com sua família, pois ela continuou visitando a Inglaterra e a corte real com frequência após o casamento. Embora por um tempo Enguerrando tenha dado sua lealdade ao papa e não aos reis ingleses ou franceses, acabou voltando a servir a França novamente. Isso exigiu o confisco das terras do casal na Inglaterra, embora estas tenham sido concedidas a Isabel com a condição de que ela permanecesse na Inglaterra. Mais tarde, Isabel entrou em uma disputa sobre algumas de suas terras com Alice Perrers, uma amante proeminente de Eduardo III.
A filha mais nova do casal, Maria, ficou na Inglaterra com Isabel, e a outra filha, Filipa, na França com o pai. Isabel já havia sido feita membro da Ordem da Jarreteira, criada por seu pai Eduardo III, em 1376, e novamente após a partida de Enguerrando em 1379, a única mulher assim homenageada além de sua mãe durante o reinado de Eduardo III.

## Morte
Os estudiosos divergem sobre a data exata da morte de Isabel, mas provavelmente foi entre o ano de 1379 e 1382.
Duas estátuas contemporâneas de Isabel foram destruídas, e a imagem reconstruída da pintura da parede da Capela de Santo Estêvão não é uma indicação de como Isabel pode realmente ter sido, simplesmente baseada em ideais contemporâneos de beleza.

## Fonte
- Tuchman, Barbara W. (1978). A Distant Mirror: The Calamitous 14th Century. New York: Alfred A. Knopf, Inc. ISBN 0-394-40026-7

1. 1 2 3  «Isabella, favourite daughter of Edward III». Medieval Princesses. 20 de janeiro de 2021. Consultado em 20 de janeiro de 2021
2. ↑  «Isabella, favourite daughter of Edward III». Medieval Princesses. 20 de fevereiro de 2022. Consultado em 20 de fevereiro de 2022
3. 1 2 3 4 5 6 7 8  «Isabella, favourite daughter of Edward III». Medieval Princesses. 20 de janeiro de 2022. Consultado em 20 de janeiro de 2022
4. 1 2  «Isabella, favourite daughter of Edward III». 20 de janeiro de 2022. Consultado em 20 de janeiro de 2022